# Ellen Key
Ellen Karolina Sofia Key (11 de dezembro de 1849 – 25 de abril de 1926) foi uma escritora feminista da Suécia, que escreveu sobre diversos assuntos nas áreas da família, ética e educação, advogando uma nova moral para a sociedade.
Nascida na casa senhorial de Sundsholm, na província histórica da Småland, na Suécia, ela foi uma das primeiras pessoas a advogar a educação livre das crianças, centrada na própria criança, e, igualmente, uma das primeiras sufragistas, defensoras do voto feminino.
Key sustentava que a maternidade é tão crucial para a sociedade, que o governo - e não os maridos - é que deveriam sustentar as mães e seus filhos. Estas ideias, relativas ao papel do Estado na proteção dos direitos das crianças e das mães, influenciaram as leis de diversos países.

## Carreira
Ellen Key iniciou sua carreira como escritora em meados de 1870, escrevendo editoriais literários. Tornou-se conhecida do público em geral com o panfleto On Freedom of Speech and Publishing (Sobre a Liberdade de Expressão e Publicar (1889). Seu nome e seus livros se tornaram assunto de discussões acaloradas. O trabalho seguinte enfocou suas ideias sobre educação, liberdade pessoal e o desenvolvimento independente do indivíduo.
Sobre educação, provavelmente seu primeiro artigo foi Teachers for Infants at Home and in School (Professores para bebês em Casa e na Escola) publicada em Tidskrift för hemmet (1876). Seu primeiro ensaio de maior circulação, Books versus Coursebooks (Livros versus Manuais), foi publicado na revista Verdandi (1884). Posteriormente, na mesma revista, ela publicou outros artigos A Statement on Co-Education (Uma Manifestação sobre Co-Educação) (1888) e Murdering the Soul in Schools (Assassinando a Alma nas Escolas) (1891). Depois ela publicou os trabalhos Education (Educação) (1897) e Beauty for All (Beleza para Todos) (1899).

## Vida Pessoal
Key foi criada em uma atmosfera de liberalismo, e através dos anos 1870s suas ideais políticas foram radicalmente liberais. Ela tinha a ideia de que a liberdade era de importância fundamental. A medida que avançava a década de 1880, seu posicionamento tornou-se ainda mais radical, afetando primeiro suas crenças religiosas e posteriormente sua visão da sociedade em geral. Durante o final dos anos 1880 e particularmente na década de 1890, ela começou a ler literatura socialista.
Key foi criada em um rígido lar cristão, mas logo começou a questionar seus pontos de vista. Desde 1879 ela estudou Charles Darwin, Herbert Spencer e T. H. Huxley. No outono desse ano ela conheceu Huxley e Haeckel, o biólogo e filósofo alemão, em Londres.